# Rozenbottel

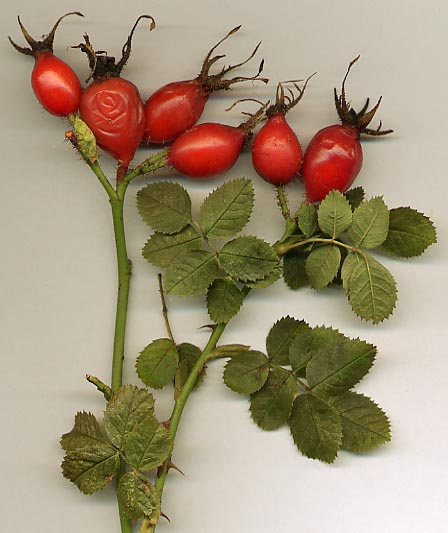
Rozenbottels van de hondsroos (Rosa canina)

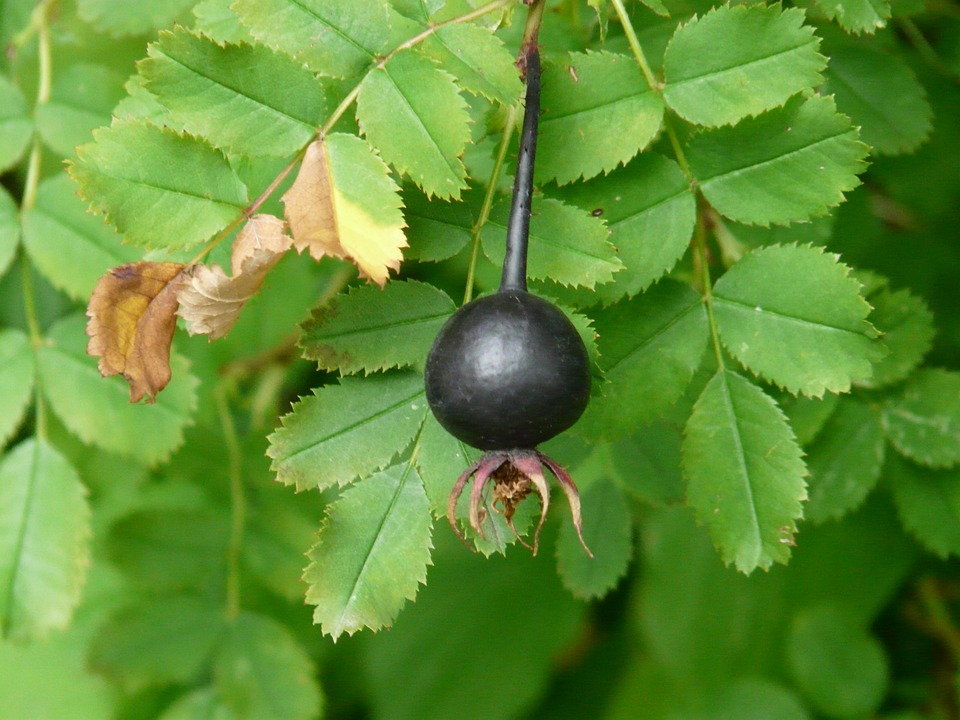
Paars-zwarte rozenbottel van de duinroos (Rosa pimpinellifolia)

De rozenbottel is de vlezige schijnvrucht van rozen. De vorm varieert van rond tot langwerpig tot flesvormig. Afhankelijk van de soort en variëteit van de roos kan de kleur rood, oranje, purper of zwart zijn. Rozen komen voor in Europa, Azië, Zuid-Amerika en Noord-Amerika.
Botanisch gezien is de bottel niet alleen opgebouwd uit endocarp, exocarp en mesocarp, maar vormt de opgezwollen, schotelvormige, van binnen holle bloembodem, net zoals bij de appel, het vruchtvlees. Op de bovenkant van de bloembodem zit de discus.
De kelk kan afhankelijk van de soort al of niet aan de rijpe rozenbottel blijven zitten.
De diameter van het stijlkanaal is afhankelijk van de soort en kan variëren van 0,2 mm tot meer dan 2 mm.
Een rozenbottel bevat veel geelwitte, harde, vrijwel kale of behaarde nootjesachtige vruchtjes, in de volksmond de zaden genoemd.

## Voeding
Van sommige soorten rozenbottels, onder meer de vrucht van de hondsroos (Rosa canina), wordt jam gemaakt en in Zweden eet men ook rozenbottelsoep. Rozenbottels zijn rijk aan vitamine C en bevatten verder ook vitamine A, B1, B2 en E.
Voor dieren is de rozenbottel een goede vrucht om de winter mee door te komen. Zo zijn in de Maasheggen rozenbottels het voornaamste voedsel voor vogels, zoals de koperwiek en de kramsvogel, in de maanden december, januari en februari.

## Jeukpoeder
Binnenin de schijnvrucht bevindt zich een harig pluis met de vruchtjes. Deze pluis wordt gebruikt om jeukpoeder van te maken, en het is dan ook raadzaam om handschoenen te gebruiken bij verwijdering. Ook is het onverstandig om de pluis op te eten omdat deze de maag kan irriteren.

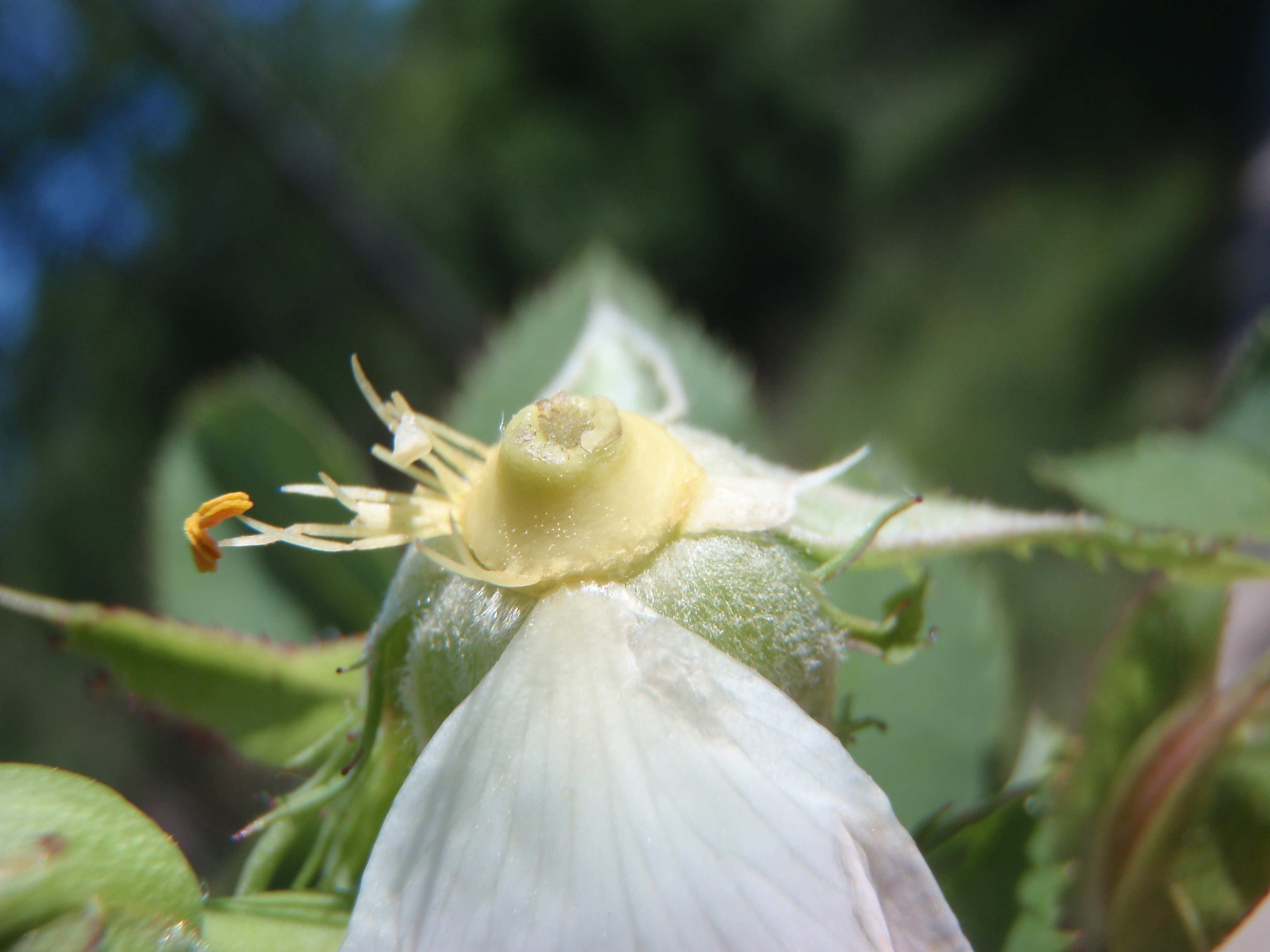
Discus
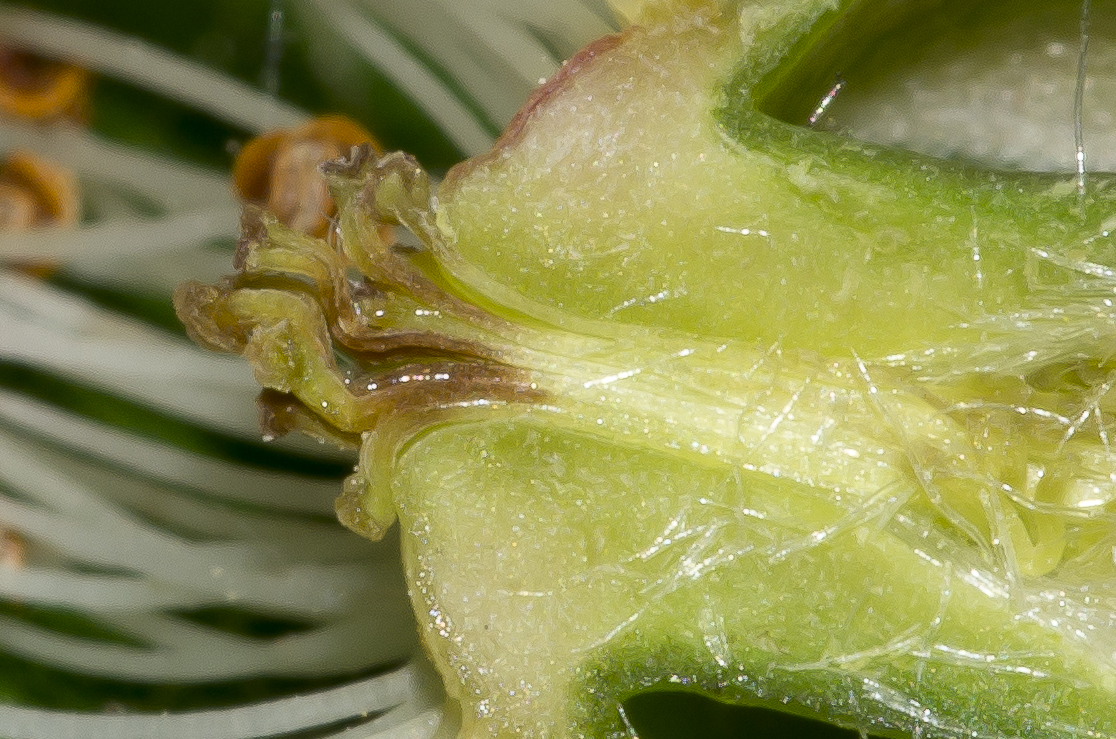
Stijlkanaal
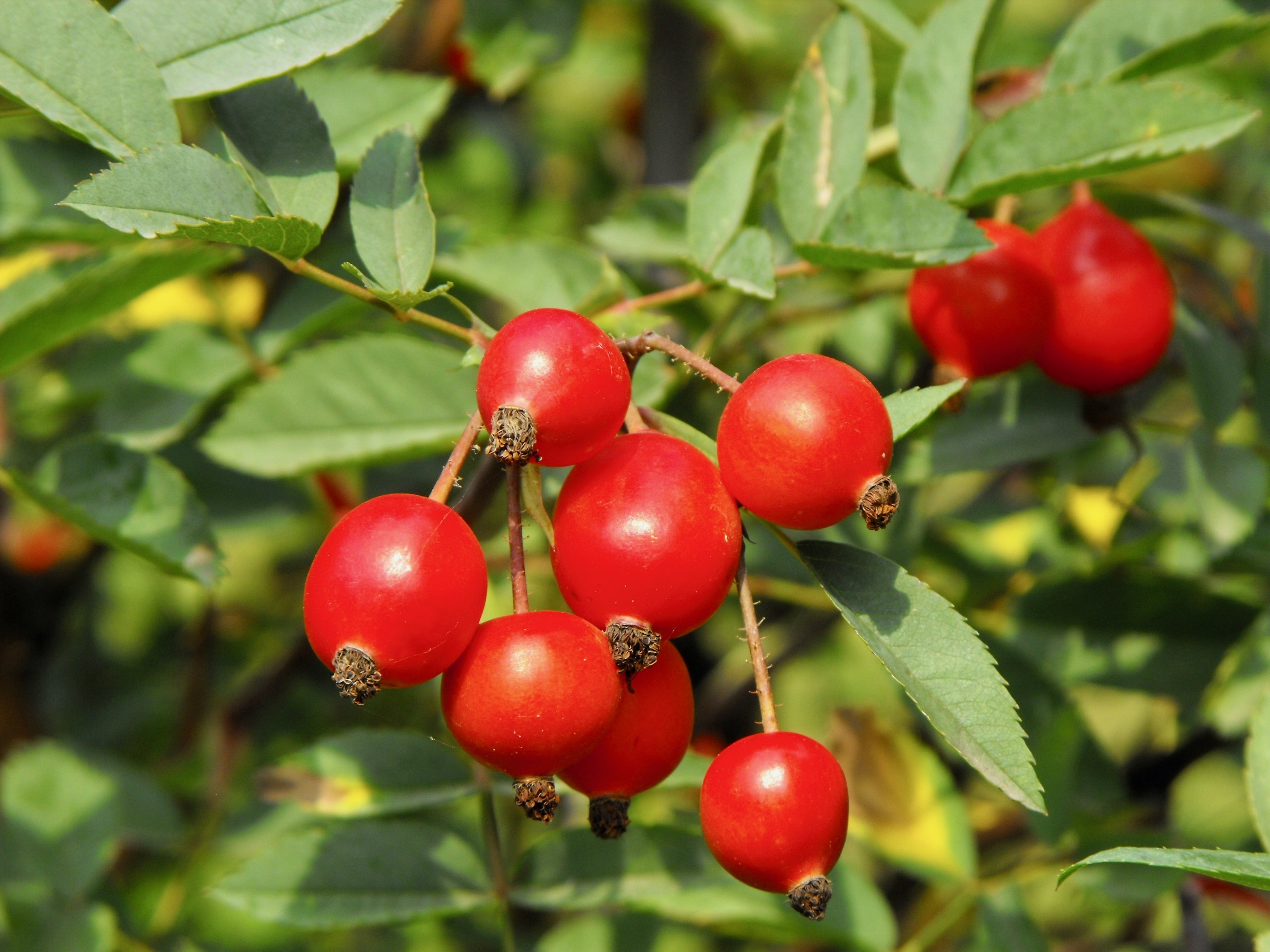
Rozenbottels
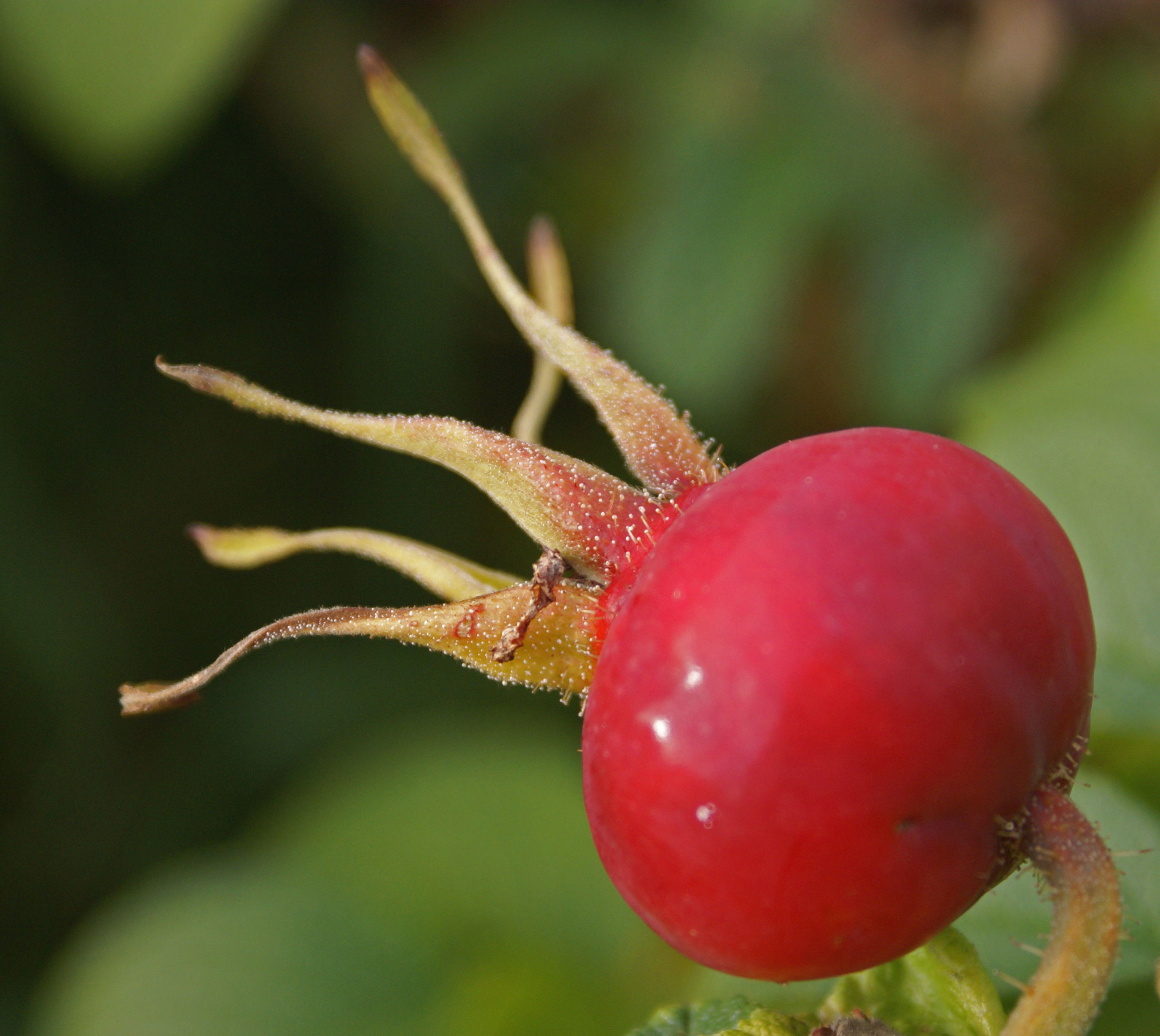
Rozenbottel
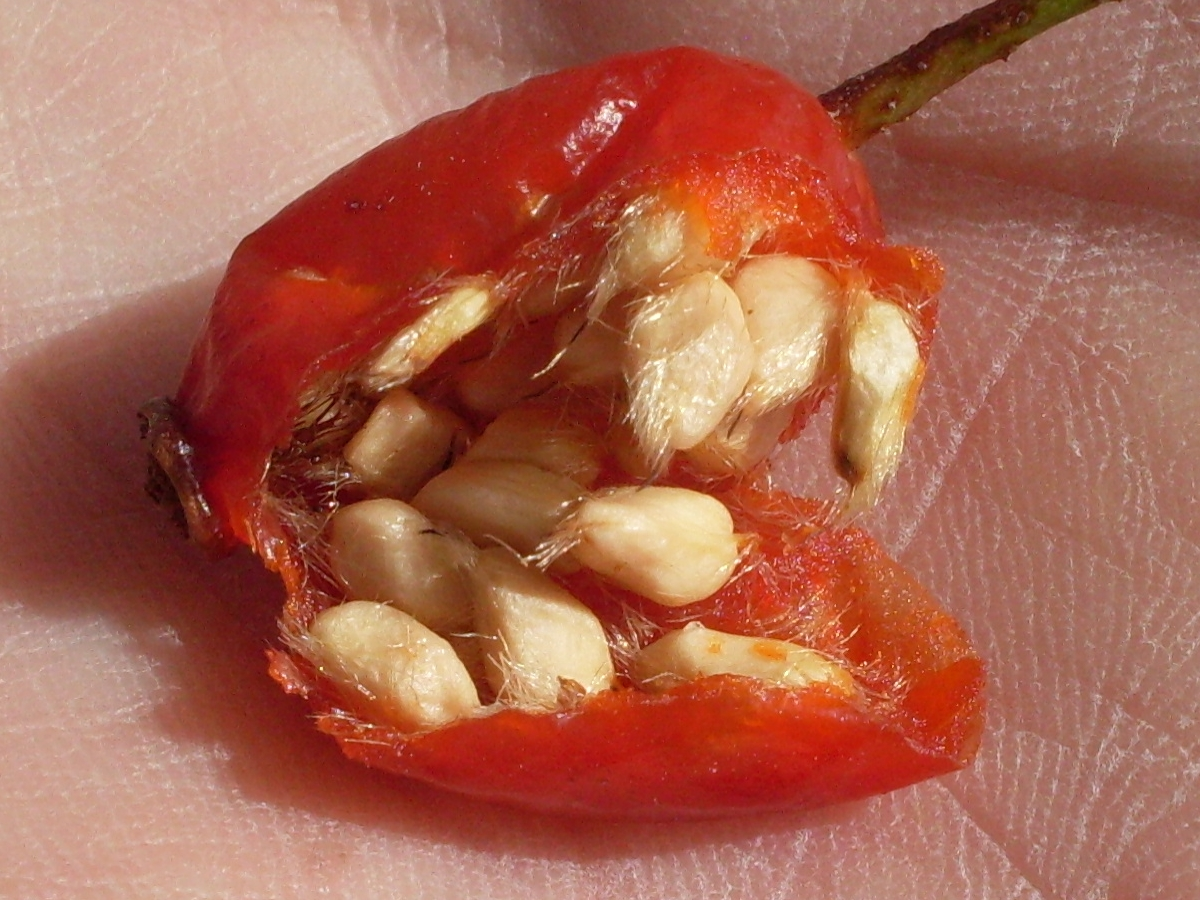
Nootjesachtige vruchtjes
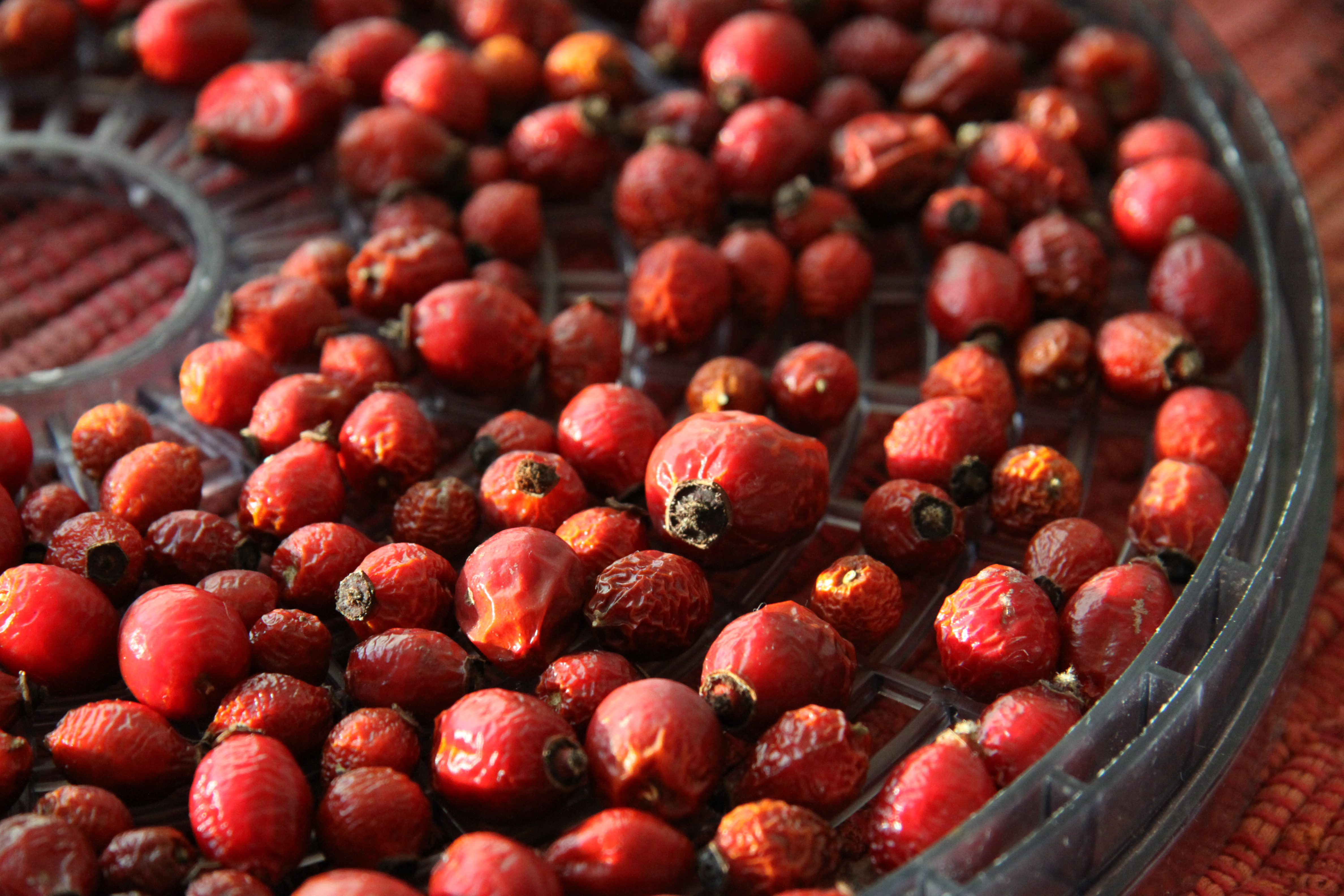
Gedroogde rozenbottels (voor thee)
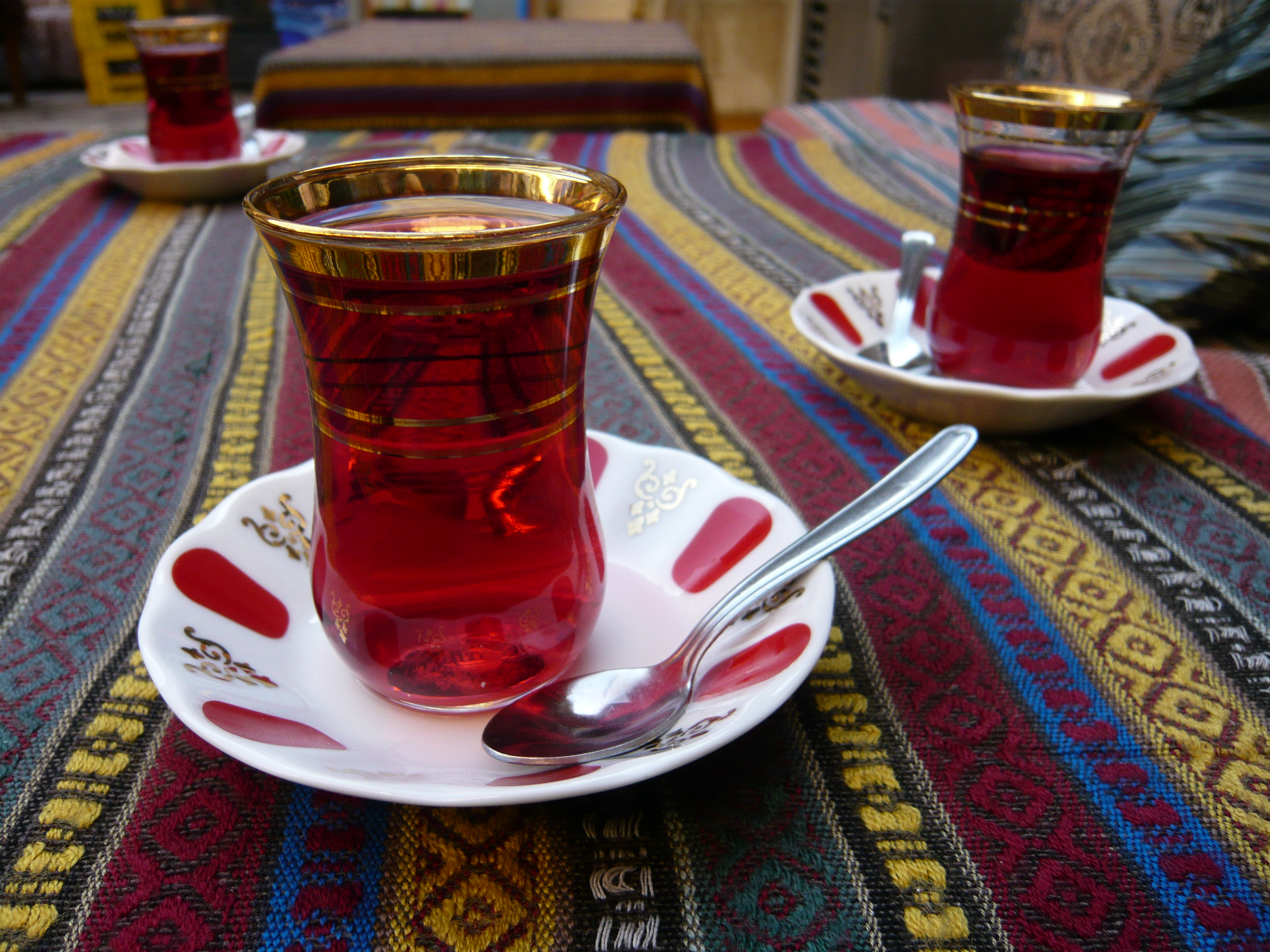
Rozenbottelthee
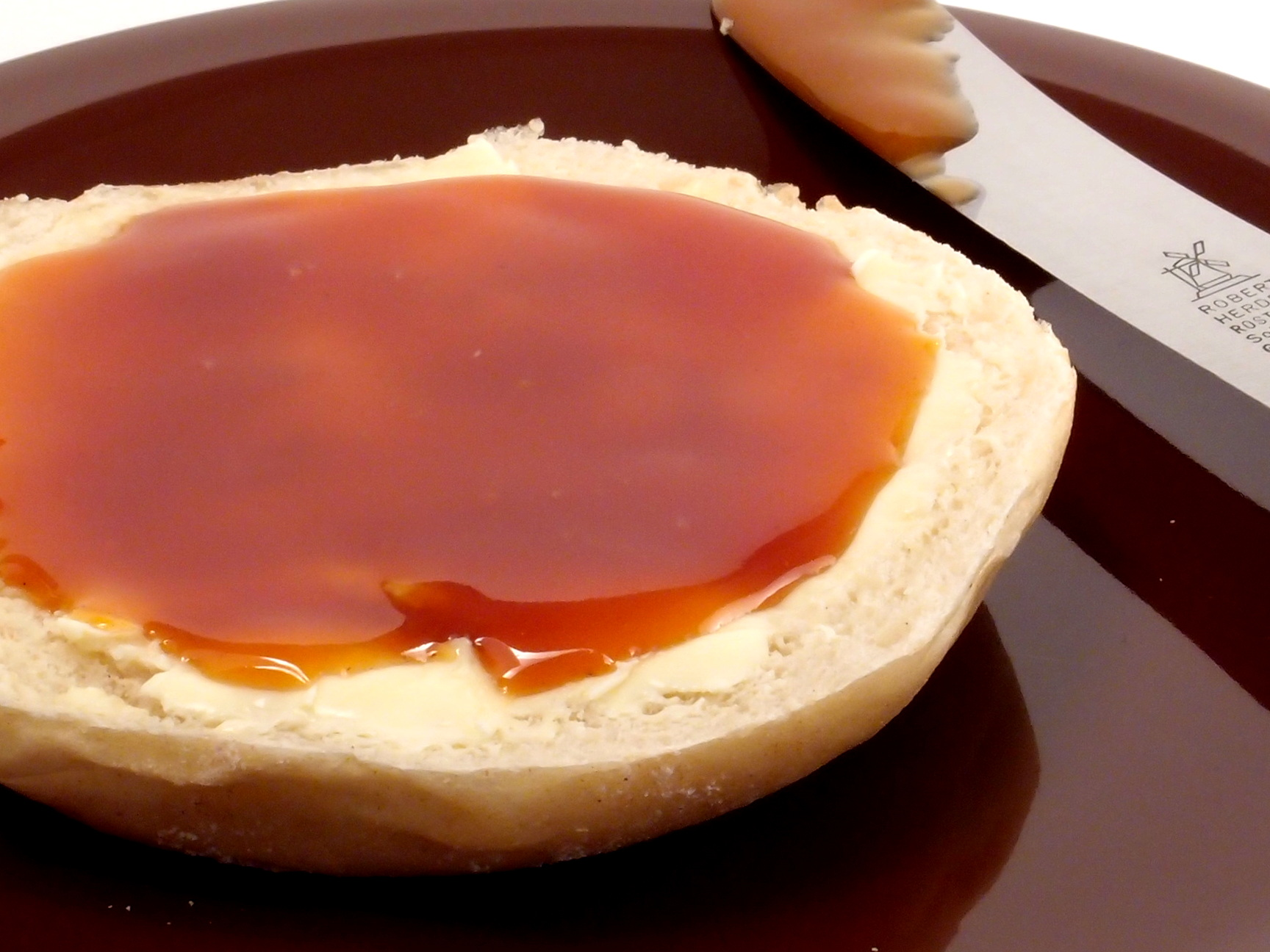
Rozenbotteljam